# A Woman’s Worth
Az A Woman’s Worth Alicia Keys amerikai énekesnő második kislemeze első, Songs in A Minor című stúdióalbumáról. A dal 2002-ben elnyerte a kiemelkedő dalnak járó NAACP Image Award díjat.
A 44. Grammy-díjátadón Keys a Fallin’ című dal mellett előadta az A Woman’s Worth tangóstílusú változatát is.

## Videóklip
A dal videóklipjét Chris Robinson rendezte, és 2002-ben gyakran játszották a zenecsatornák. Eltérően a legtöbb R&B-videókliptől hétköznapi hangulatú klip, tánc nélkül. A 2002-es MTV Video Music Awards díjkiosztón jelölték a legjobb R&B klip és legjobb filmezés kategóriában. A klip folytatja az előző dal, a Fallin’ klipjét; Alicia barátja kijön a börtönből és frusztrált, mert nem kap állást.

## Számlista
CD kislemez (Európa)
1. A Woman’s Worth (Original Radio Version) – 4:21
2. A Woman’s Worth (Remix Radio Version) – 4:28

CD maxi kislemez (Európa)
1. A Woman’s Worth (Original Radio Version) – 4:21
2. A Woman’s Worth (Remix Radio Version) – 4:28
3. A Woman’s Worth (Remix Club Version) – 4:28
4. A Woman’s Worth (Remix Instrumental Version) – 5:02
5. A Woman’s Worth (videóklip) – 4:37

12" maxi kislemez (USA; promó)
1. A Woman’s Worth (Club Mix) – 4:28
2. A Woman’s Worth (Radio Mix) – 4:28
3. A Woman’s Worth (Instrumental) – 5:02
4. A Woman’s Worth (A cappella) – 4:25

12" maxi kislemez (USA; promó)
1. A Woman’s Worth (Radio Mix) – 4:10
2. A Woman’s Worth (Instrumental) – 4:10
3. A Woman’s Worth (Radio Mix) – 4:10
4. A Woman’s Worth (Instrumental) – 4:10

## Helyezések
| Slágerlista (2001)                  | Legmagasabb helyezés |
| ----------------------------------- | -------------------- |
| USA Billboard Hot R&B/Hip-Hop Songs | 3                    |
| Slágerlista (2002)                  | Legmagasabb helyezés |
| USA Billboard Hot 100               | 7                    |
| Ausztrál ARIA kislemezlista         | 16                   |
| Ausztria, Ö3 Top 40                 | 71                   |
| Belga Ultratop 50 (Flandria)        | 31                   |
| Belga Ultratop 40 (Vallónia)        | 37                   |
| Brit kislemezlista                  | 18                   |
| Brit R&B kislemezlista              | 3                    |
| Holland Top 40                      | 11                   |
| Ír kislemezlista                    | 25                   |
| Magyar Mahasz slágerlista           | 9                    |
| Német Media Control slágerlista     | 45                   |
| Norvég kislemezlista                | 14                   |
| Olasz FIMI kislemezlista            | 29                   |
| Svájci kislemezlista                | 32                   |
| Svéd kislemezlista                  | 31                   |
| Új-zélandi RIANZ kislemezlista      | 5                    |